# Ooi Chai Lim
Ooi Chai Lim, conosciuto come Padre Anthony O.C. Lim (26 agosto 1943 – Kuala Lumpur, 5 giugno 2020), è stato un avvocato e presbitero malaysiano.

## Biografia
Figlio di Foo Yong Lim, un ricco e famoso uomo d’affari malaysiano, Ooi Chai ha frequentato la scuola secondaria superiore a George Town in un istituto cattolico, il St. Xavier's Institution, dove ha conseguito il diploma.
Durante il terzo anno di scuola superiore si è fatto battezzare, assumendo il nome cristiano di Anthony.
Dopo un anno d'istruzione post-secondaria al St. John's Institution a Kuala Lumpur, si è iscritto all'University of Malaya, ma dopo un anno ha deciso di studiare legge e si è trasferito in Inghilterra, dove ha conseguito la laurea e l'abilitazione alla professione legale.
Tornato in patria dopo quattro anni, si è stabilito a Kuala Lumpur ed ha esercitato per quattordici anni la professione di avvocato, occupandosi anche di casi importanti. Si è impegnato anche nella politica, militando nel Partito del movimento popolare malaysiano (Parti Gerakan Rakyat Malaysia), un partito centrista di orientamento liberale.
Nel 1985, mentre era all'apice della sua carriera, Lim ha deciso di abbandonare la professione legale e di rinunciare a sposarsi, entrando nella Compagnia di Gesù. Dopo due anni di noviziato a Kuala Lumpur, nel 1987 ha pronunciato i voti, poi si è trasferito per cinque anni a Manila per studiare teologia e filosofia.
Nel 1992 è stato ordinato prete e nominato vice parroco della chiesa St. Francis Xavier a Petaling Jaya. Nello stesso anno è diventato il primo assistente ecclesiastico della neocostituita Catholic Lawyers Society. Successivamente, padre Lim ha ricoperto numerosi incarichi.
Dal 1993 al 2009 è stato direttore del Catholic Research Centre (centro di ricerca, formazione e informazione dell'arcidiocesi di Kuala Lumpur) e redattore di Catholic Asian News, un'agenzia di stampa cattolica per il continente asiatico.
Dal 1996 al 2009 è stato direttore della Maranatha Retreat House, una casa di preghiera dei gesuiti. Dal 1998 al 2004 è stato Superiore del Gesuiti di Malaysia e Singapore. Lim si è battuto a difesa dei diritti umani, protestando contro le ingiustizie causate a varie personalità politiche dell'opposizione tra cui Anwar Ibrahim e Lim Guan Eng.
Nel 2007 ha partecipato ad una marcia organizzata a Putrajaya per protestare contro le leggi oppressive vigenti in Malaysia come l'Internal Security Act (ISA), un sistema di carcerazione preventiva introdotto nel 1960 e poi abolito nel 2012. Lim è stato molto attivo anche nel campo del dialogo interreligioso e ha fatto parte del Malaysian Consultative Council for Buddhism, Christianity, Hinduism and Sikhism (MCCBCHS), in cui ha ricoperto l'incarico di assistente segretario dal 1993 al 1996.
Nel biennio 2009-2010 è stato assistente segretario della Christian Federation of Malaysia (CFM), un organismo che raggruppa le varie confessioni cristiane presenti in Malaysia. Lim è stato un fautore della libertà religiosa ma anche della distinzione tra potere politico e religioso, rifiutando tutte le forme di teocrazia e clericalismo.
Nel 2004 ha protestato pubblicamente contro una decisione non ufficiale del governo malaysiano, che in occasione di una celebrazione pubblica del Natale effettuata nel residenza governativa alla presenza del re e del primo ministro ha chiesto di bandire l'esecuzione di canti natalizi con un esplicito riferimento a Gesù.
Nel 2019 padre Lim è stato incardinato su sua richiesta nell'arcidiocesi di Kuala Lumpur. Nel 2020 è deceduto a 77 anni in ospedale per problemi cardio-circolatori.